# Nossa Senhora do Livramento (Santo Antão)

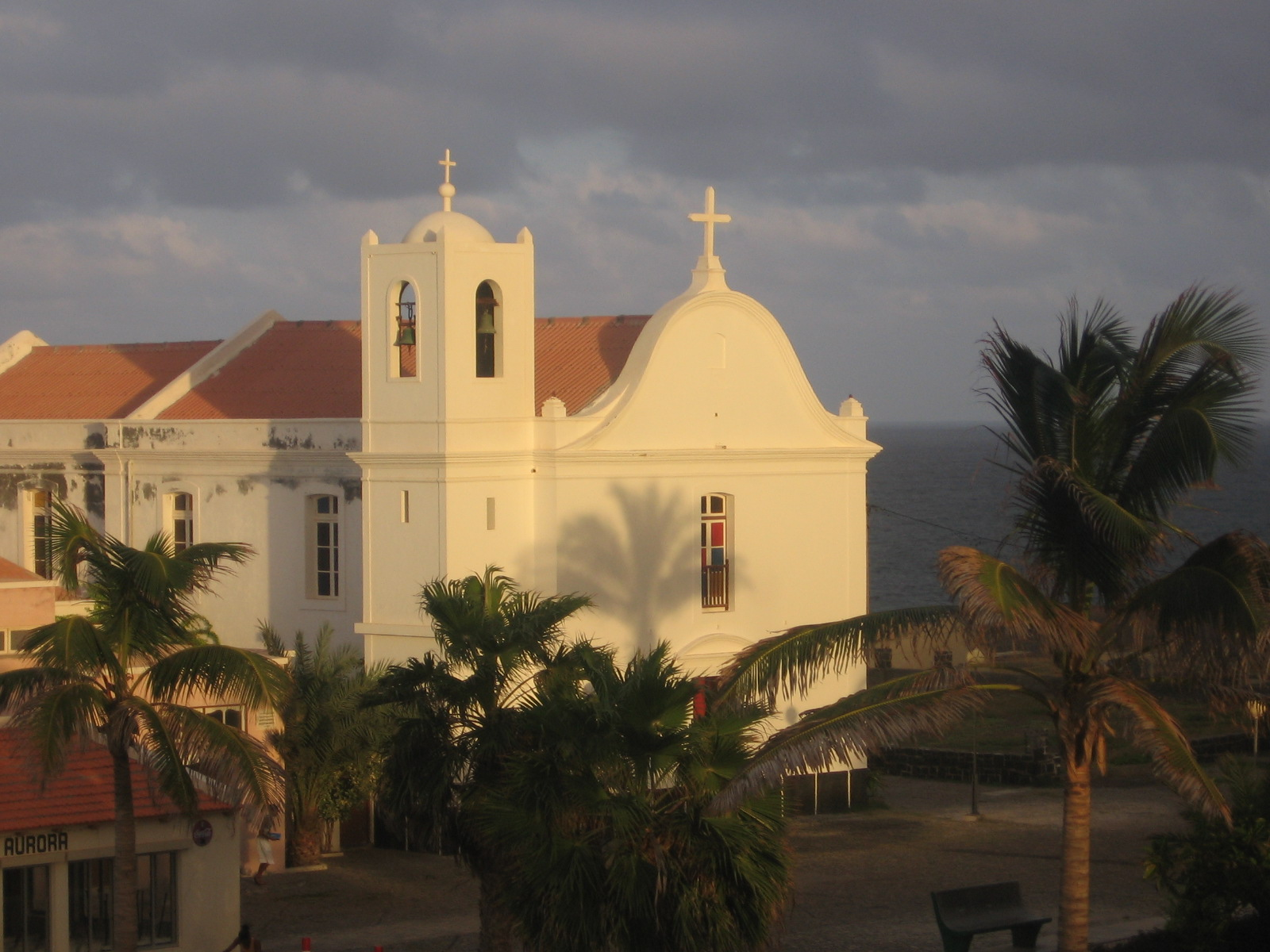
Igreja de Nossa Senhora do Livramento, Ponta do Sol

Nossa Senhora do Livramento é uma freguesia de Cabo Verde. Pertence ao concelho de Ribeira Grande e à ilha de Santo Antão. A sua área coincide com a Paróquia de Nossa Senhora do Livramento, e o feriado religioso é celabrado a 24 de setembro, dia da Nossa Senhora do Livramento.

## Estabelecimentos e lugares
- Fontainhas
  - Aranhas
  - Aranhas de cima
  - Corvo
  - Fontainhas
  - Formiguinhas
  - Lombo
  - Mane Corre
  - Selada
  - Ladeira
  - Lombinho de Mar
  - Zurinca
- Ponta do Sol
  - Cavouquinho das Tintas
  - Lombinho
  - Lombo da Cruz
  - Os Órgãos
  - Ponta do Sol
  - Ribeira da Ponta do Sol
  - Chã de Cemitério
  - Casinhas
  - Lombo de Paço
  - Chã de Ponta do Sol
  - Banco de areia
  - Cor-rosa
  - Kilonb
  - Lajedo
  - Manuel juelho
  - Monte Sossego
  - Lombo de Cemitério
  - Lombo de Camoca
  - Banco de Areia
  - Maria Violanta
  - Varja